# Обрамлене застереження
У США обрамлене застереження (англ. boxed warning), у просторіччі застереження у чорній рамці (англ. black box warning) — тип застереження на інструкції певних рецептурних лікарських засобів. Назва зумовлена тим, що FDA вимагає, аби навколо тексту була «рамка». Це найбільш строге застереження з тих, що вимагаються FDA. Воно вказує, що медичні дослідження виявили у лікарського засобу високий ризик розвитку серйозних або небезпечних для життя ефектів. За вимогою застереження може бути розміщене і на пакуванні, і на літературі, що описує засіб.
Економісти та лікарі ретельно вивчали ефект обрамлених повідомлень FDA на рецептурних засобах. Не обов'язково, що лікар і пацієнт будуть розмовляти про обрамлене застереження лікарського засобу після його появи. Наприклад, після встановлення застереження на вимогу FDA, використання розиглітазону зменшилось на 70 %, але це означає що цей препарат призначають 3,8 мільйонів пацієнтів. Пізніше дослідження показали, що після отримання настанови FDA спостерігалось зниження використання розиглітазону через поєднання ефекту впливу засобів масової інформації, настанов, наукових публікацій. У той же час використання піоглітазону (із такою ж настановою, але меншим висвітленням у медіа) не знизилось настільки ж.
У 2005 році FDA випустила обрамлене застереження щодо призначення атипових антипсихотичних засобів для пацієнтів похилого віку з деменцією. Ці настанови були пов'язані зі зниженням використання антипсихотичних засобів, особливо у старших пацієнтів із деменцією.

## Приклади
Обрамлене застереження на ліках отримало підвищену зацікавленість з боку медія з 2004. Випадки, що висвітлювались більш широко:
- FDA вимагає, аби обрамлене застереження розміщували на всіх антидепресантах попереджаючи, що вони можуть спричинити підвищений ризик суїцидальних намірів у дітей, підлітків та молоді віком 18-24 роки.
- Консультанти FDA рекомендували, що Pfizer слід розмістити обрамлене застереження на їхньому НПЗП Целебрексі (целекоксиб) щодо серцево-судинних та шлунково-кишкових ризиків.
- 17 листопада 2004 FDA вимагало встановлення обрамленого застереження на ін'єкційний засіб для контрацепції Депо-Провера[en] через ризик суттєвої втрати щільності кісткової тканини при тривалому використанні[7].
- У 2006 наталізумаб (продавався як Tysabri) отримав обрамлене попередження на упаковку через підвищений ризик прогресуючої мультифокальної лейкоенцефалопатії[en] (PML). Tysabri було вилучено з ринку у 2004, невдовзі після початку продажу, після того, як три випадки рідкісної хвороби були пов'язані з його використанням. PML уразила близько 212 людей, що отримували наталізумаб у 2012 (тобто 2.1 на кожну 1000 пацієнтів)[8]. Tysabri зараз поширюється за контрольованою рецептурною програмою під назвою TOUCH (англ. Tysabri Outreach: Unified Commitment to Health)[9].
- З 9 жовтня 2006 FDA додало обрамлене застереження на антикоагулянт варфарин через ризик небезпечної для життя кровотечі[10].
- У лютому 2006, Дорадчий комітет з безпеки ліків та керуваннями ризиками FDA  проголосував аби включити обрамлене попередження на препарати метилфенідату, що застосовується для лікування синдрому порушення активності та уваги, такі як Ріталін, через можливі ефекти з боку серцево-судинної системи[11]. Місяць по тому, Дорадчий педіатричний комітет цього ж управління ефективно відхилив рекомендацію встановлення застереження для серцево-судинних та психічних побічних ефектів[12] (З протоколами та стенограмами відповідних засідань можна ознайомитися на вебсайті FDA.)[13][14].
- 14 листопада 2007 FDA додало обрамлене застереження до протидіабетичного препарату Авандія (розиглітазон), зважаючи на ризик серцевої недостатності та серцевого нападу в пацієнтів з супутніми серцевими захворюваннями або з високим ризиком серцевого нападу[15].
- 8 липня 2008 FDA призначило обрамлене застереження на деякі препарати антибіотиків, що містять фторхінолони, які пов'язують із розривами сухожиль та тендинітом. Серед них були популярні лікарські засоби Ципро (ципрофлоксацин), Levaquin (левофлоксацин), Авелокс (моксифлоксацин), Noroxin (норфлоксацин) та Floxin (офлоксацин)[16].
- 1 липня 2009 FDA вимагало встановлення обрамленого застереження на Chantix (вареніклін[en]) через повідомлення про побічні ефекти, що включали депресію, суїцидальні думки та спроби самогубства[17].
- 27 жовтня 2010, FDA встановило обрамлене застереження щодо застосування оральної суспензії Metacam (мелоксикаму) у котів у Сполучених Штатах Америки. Мелоксикам — нестероїдний протизапальний препарат, що схвалений до застосування у США для одноразового післяопераційного введення у котів[18].
- У травні 2013 FDA видало обрамлене застереження щодо використання стимуляторів виділення тироїдного гормону для лікування ожиріння[19]. Дані не вказують на будь-які переваги використання цих засобів для зниження ваги. Дані вказують підвищення ризику небезпечних для життя проявів з боку серцево-судинної системи при застосуванні високих рівнів цих препаратів у популяції зі зниженою функцією молочної залози. Еутироїдна популяція демонструє підвищений серцево-судинний ризик у клінічних дозах.
- У липні 2013 FDA ввело обрамлене застереження на антималярійний препарат мефлохін, вказуючи на його нейропсихіатричні побічні ефекти, та наголошуючи, що неврологічні ефекти від застосування препарату можуть «проявитись у будь-який час під-час використанні лікарського засобу та можуть тривати від місяців до років після припинення застосування препарату, або залишитись постійними»[20].